# Tongass Passage
De Tongass Passage (Tlingit: Séet Tlèin) is een zeestraat op de grens tussen Alaska in de Verenigde Staten en het westen van Brits-Columbia in Canada. In Alaska ligt het in het uiterste zuidoosten van de Alexanderarchipel in de Alaska Panhandle.

## Geografie
De zeestraat ligt ten zuidwesten van Wales Island en ten noordoosten van Sitklan Island. In het noorden ligt het vasteland van Alaska. In het noorden sluit de zeestraat richting het noordoosten aan op het Pearse Canal en richting het westen op de Sitklan Passage. In het zuiden mondt de zeestraat uit op de Chatham Sound.
Het waterlichaam ligt in de mariene ecoregio Noord-Amerikaans Pacifisch Fjordland.

## Geschiedenis
Voor 1903 hadden zowel Canada als de Verenigde Staten claims op Wales Island, maar met de beslechting van het grensgeschil met Alaska in 1903 kwam het eiland definitief in Canada te liggen. In de Alaska Boundary Settlement van 1903 werden de Tongass Passage, het Pearse Canal en het Portland Canal gedefinieerd als "Portland Channel", een term die voor het eerst werd gebruikt in het Anglo-Russische Verdrag van 1825 als onderdeel van de maritieme grens tussen Russisch-Amerika en Britse claims in de regio. De Tongass Passage werd toen de internationale maritieme grens tussen de beide landen.